# Burning Daylight (singolo)
Burning Daylight è un singolo dei cantanti olandesi Mia Nicolai e Dion Cooper, pubblicato il 1º marzo 2023.

## Descrizione
Il brano è stato scritto dai due interpreti insieme a Jordan Garfield, Loek van der Grinten e a Duncan Laurence, vincitore dell'Eurovision Song Contest 2019 per i Paesi Bassi. Loek van der Grinten ne è anche il produttore insieme a Sean Myer.

## Promozione
Il 1º novembre 2022 l'emittente radiotelevisiva olandese AVROTROS ha confermato di avere selezionato Mia Nicolai e Dion Cooper come rappresentanti nazionali per l'Eurovision Song Contest 2023 a Liverpool. Burning Daylight è stato annunciato come loro brano eurovisivo il 28 febbraio 2023, ed è stato pubblicato il giorno seguente. Nel maggio successivo si sono esibiti durante la prima semifinale della manifestazione europea, senza però qualificarsi per la finale.

## Tracce
Testi e musiche di Dion Cooper, Duncan Laurence, Jordan Garfield, Loek van der Grinten, Mia Nicolai.
1. Burning Daylight – 3:04

## Classifiche
| Classifica (2023) | Posizione massima |
| ----------------- | ----------------- |
| Paesi Bassi       | 42                |